# Alcibíades (filho de Alcibíades)
Alcibíades foi um filho de Alcibíades, o famoso político de Atenas do final da Guerra do Peloponeso. Seu bisavô também se chamava Alcibíades. Ele era um eupátrida por parte de pai, e um alcmeônida por parte do avô materno de seu pai.
Alcibíades, o filho, foi atacado em um discurso de Lísias, Contra Alcibíades; também foi preservado um discurso de Isócrates, De Bigis (Sobre o time de cavalos), para defendê-lo em uma causa contra Tísias.